# Base aérienne Al-Asad
La base aérienne Al-Asad (OACI : ORAA) est une base aérienne irakienne, située à environ 180 kilomètres à l'ouest de Bagdad, dans la province d'Al-Anbar et géographiquement dans le désert de Syrie. Dotée de trois pistes, elle hébergeait jusqu'en 2003 des MiG-21 et 25 de la force aérienne irakienne. Sécurisée par les Australiens le 16 avril 2003 lors de l'opération liberté irakienne, elle est utilisée ensuite par l'United States Air Force (deuxième plus grande base de l'US Air Force en Irak) jusqu'en 2011, puis de nouveau depuis 2014.

## Historique

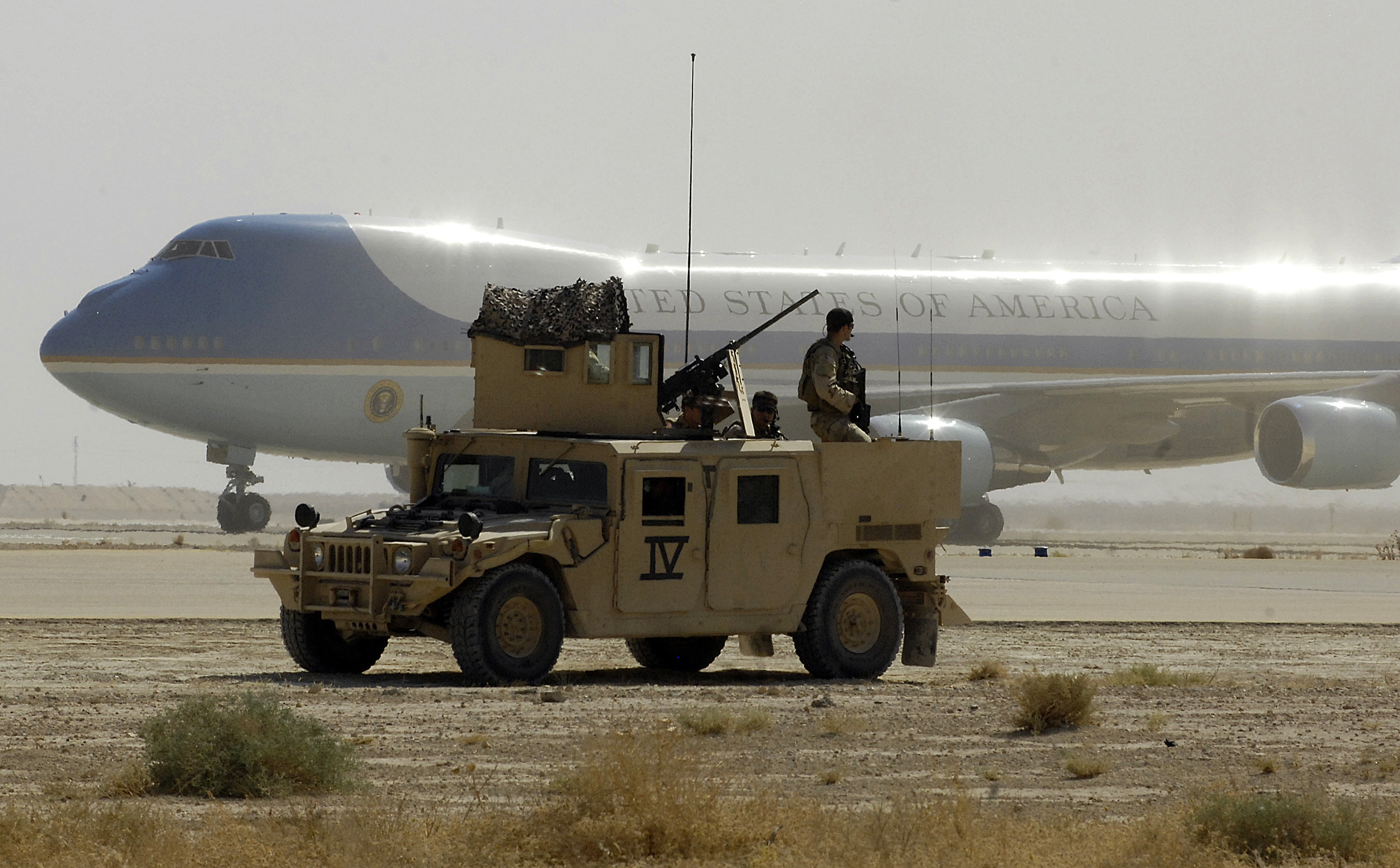
Air Force One visitant la base d'Al Asad en 2007.

### 2018

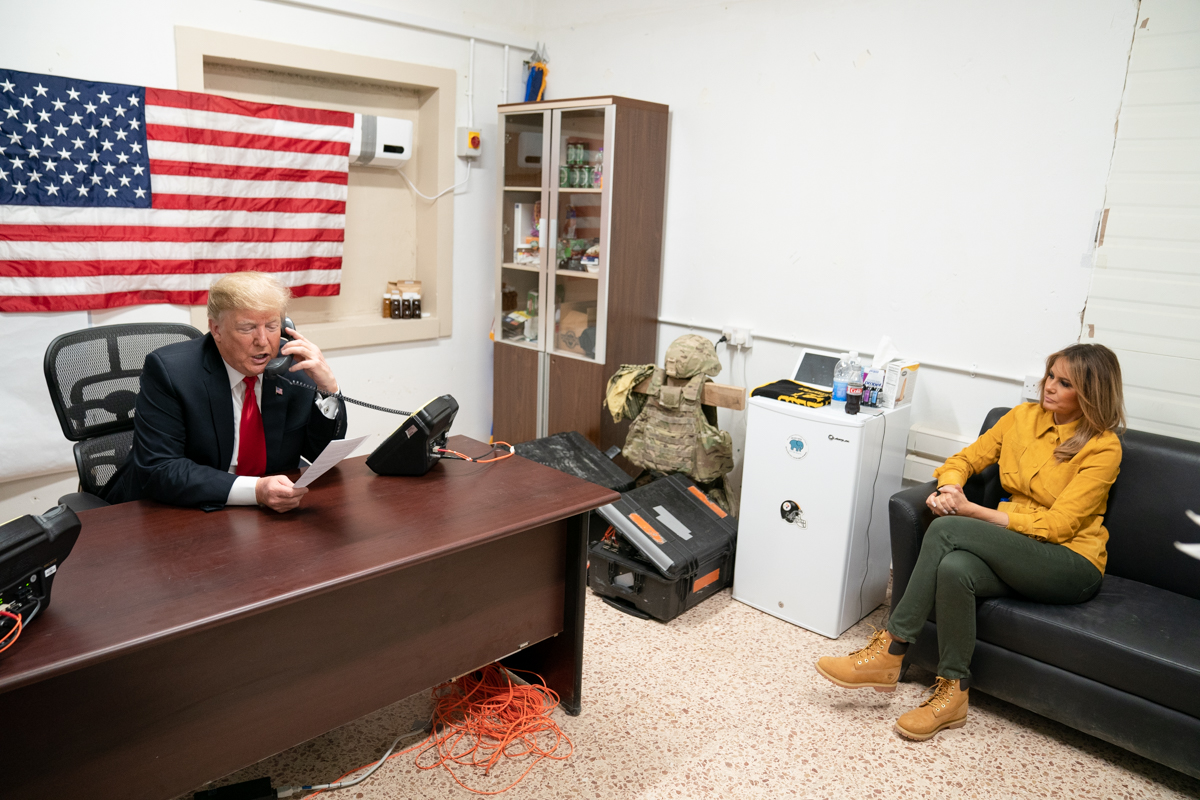
Le président Trump visite la base aérienne Al-Asad en 2018.

Le 26 décembre 2018, Donald Trump rend visite aux troupes américaines stationnées dans la base, accompagné par sa femme Melania. Il y déclare notamment que « Les États-Unis ne peuvent pas continuer à être le gendarme du monde ».

### 2020
Le 8 janvier 2020 le Corps des Gardiens de la révolution islamique (CGRI) d'Iran a tiré avec des missiles Fateh, (qui ont une portée de 500 kilomètres) sur la base aérienne. Le CGRI annonce que l'heure d'attaque a été symboliquement la même heure que la frappe américaine qui a tué le général Qassem Soleimani cinq jours auparavant,. Selon les États-Unis, l'attaque n'a fait aucune victime et pour CNN, les soldats ont été alertés de l'attaque et ont pu se mettre à l'abri.

### 2024
Le 20 janvier 2024, elle est ciblée par une quinzaine de roquettes et missiles balistiques tirés par un groupe pro-iraniens. Selon les premiers rapports, treize sont abattues par la défense antiaérienne, deux touchent la base. Au moins un militaire irakien est blessé.
Le 5 août 2024, plusieurs membres du personnel américain stationnés sur la base aérienne auraient été blessés lors d'une attaque à la roquette, un groupe irakien nommé Al-Thawryoon a revendiqué l'attaque.